# Nog nooit meegemaakt
Nog nooit meegemaakt is de debuut-ep van de Nederlandse rapper Bokoesam. De mixtape is uitgebracht op 30 mei 2014 onder Nindo en Top Notch. Nog nooit meegemaakt heeft gastbijdragen van Idaly, Jowy Rosé, Fit, Keizer en Ronnie Flex. KrankJoram (artiestennaam van Joram Letlora) is de hoofdproducer van de ep. 

## Tracklist
| 1.                 | Oud & nieuw (met Idaly)              | Joram Letlora, Idaly Faal, Samuel Sekyere | 3:02 |
| 2.                 | 10 kleine meisjes (met Jowy Rosé)    | Michiel Piek                              | 2:43 |
| 3.                 | Weer zo'n dag (met Fit)              | Letlora                                   | 2:43 |
| 4.                 | Kan niet eens draaien                | Letlora                                   | 3:07 |
| 5.                 | Zoveel dagen                         | Letlora                                   | 3:49 |
| 6.                 | Cellulair                            | Letlora                                   | 3:55 |
| 7.                 | Goudvis                              | Letlora, Ryan Lisse                       | 2:28 |
| 8.                 | Infrarood (met Ronnie Flex en Idaly) | Letlora                                   | 3:58 |
| 9.                 | A no kan yere                        | Letlora                                   | 2:36 |
| Totale duur: 28:21 |                                      |                                           |      |